# Voiles d'en-haut
Voiles d'en-haut est une fête maritime organisée tous les deux ans à Saint-Vincent-les-Forts sur le lac de Serre-Ponçon, Alpes-de-Haute-Provence en France,,. Ce rassemblement de bateaux venus spécialement de la mer Méditerranée est organisé par l’association Rivages de Méditerranée avec le concours de nombreuses associations de bateaux traditionnels méditerranéens.

## Des bateaux de Méditerranée réunis sur un lac
La 1re édition des Voiles d'en-haut a vu le jour en 2003. Au départ annuelle la manifestation est désormais bisannuelle et se déroule chaque année impaire le premier week-end de juillet.
Une quarantaine de bateaux et environ 160 marins de tous horizons sont attendus pour chaque manifestation. Des bateaux à voile latine et voile-aviron venus de Méditerranée sont transportés spécialement pour être présents sur le lac.

## Déroulement
Les bateaux arrivent le vendredi à la base nautique de Saint-Vincent-les-Forts.
Le samedi ils évoluent sur le lac avec un pique-nique sur un promontoire ombragé.
La matinée du dimanche voit le regroupement de tous les bateaux qui pénètrent dans la vallée escarpée de l’Ubaye.

## Galerie photos

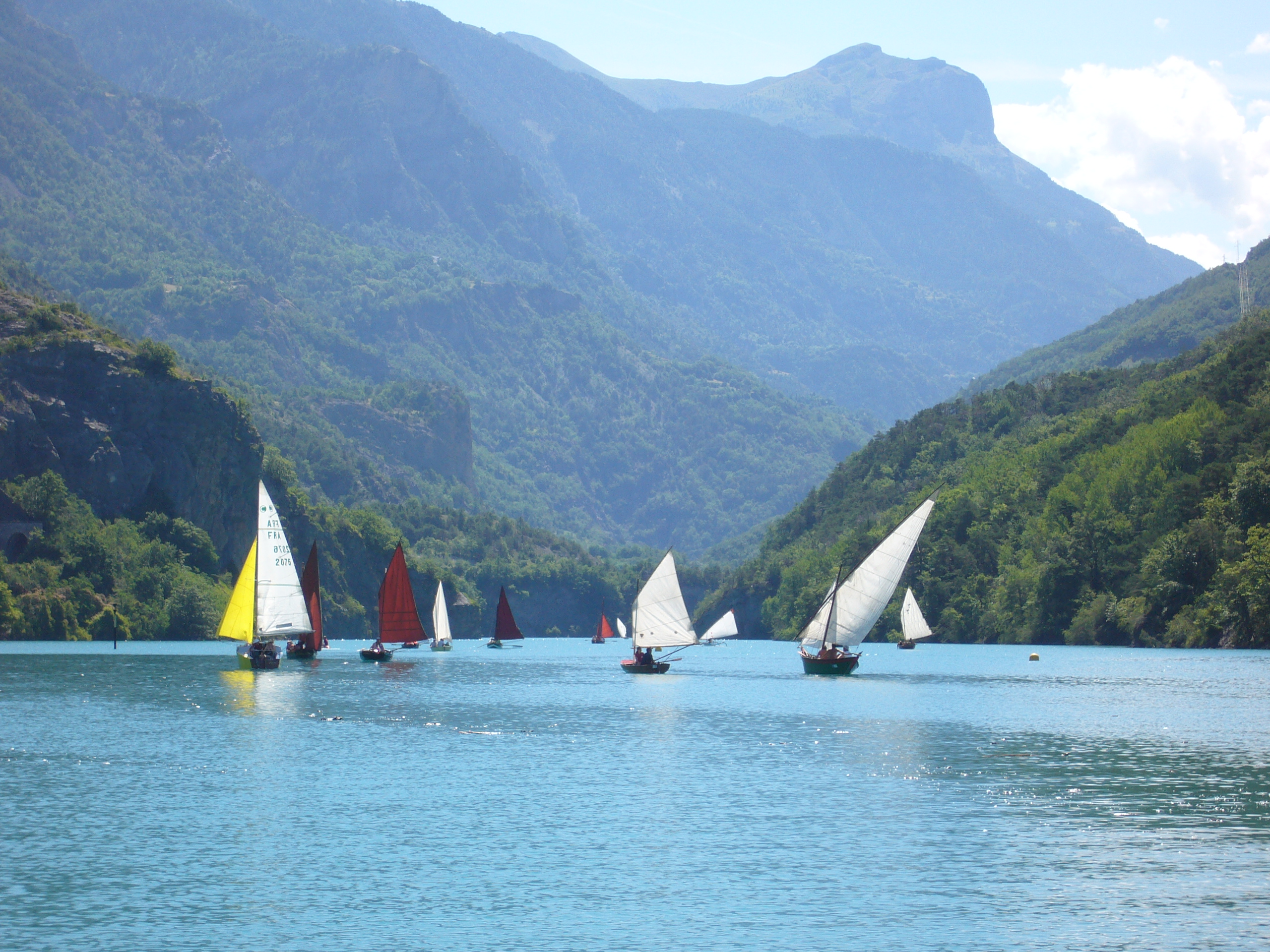
Edition 2009
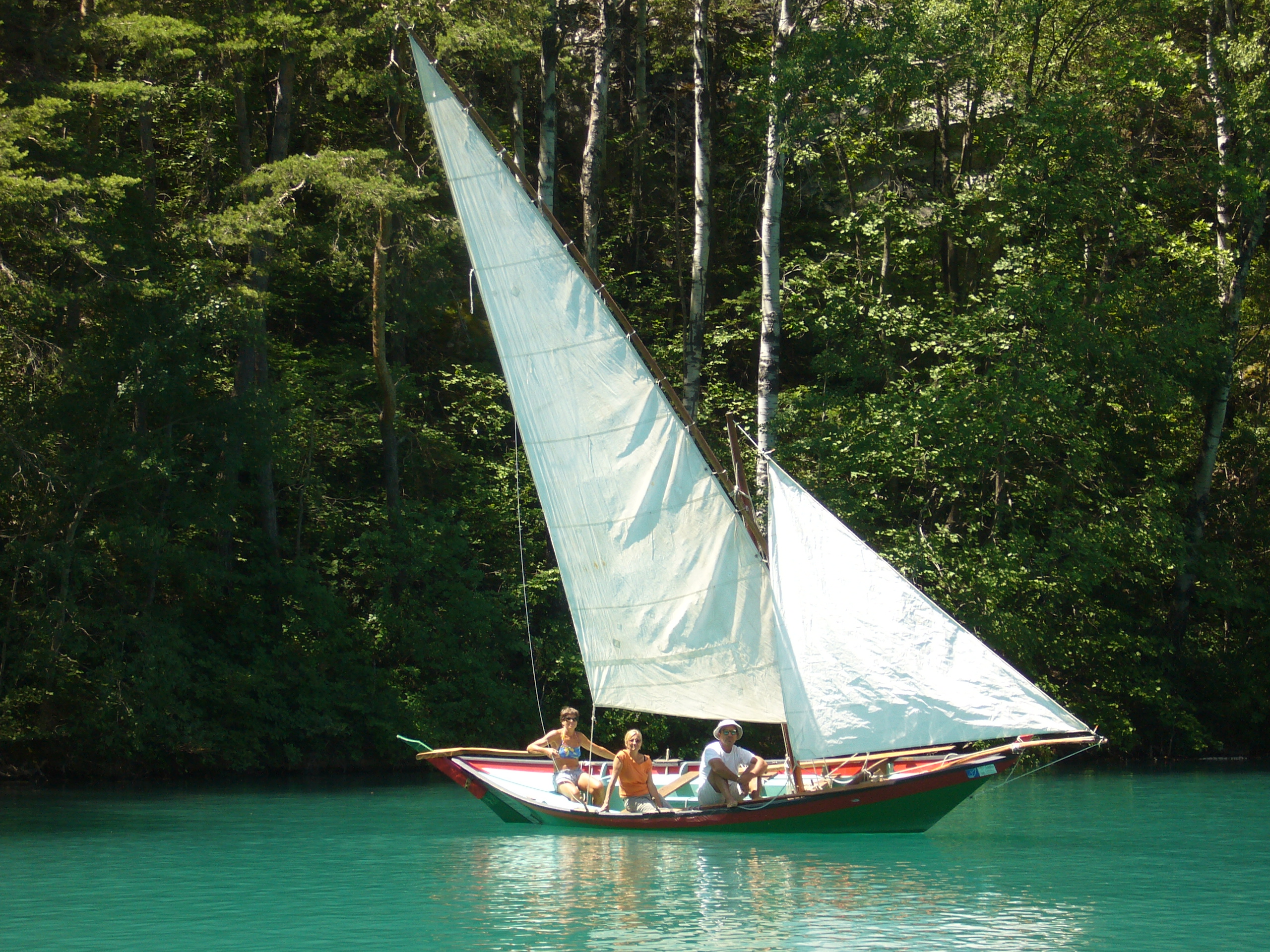
Edition 2009
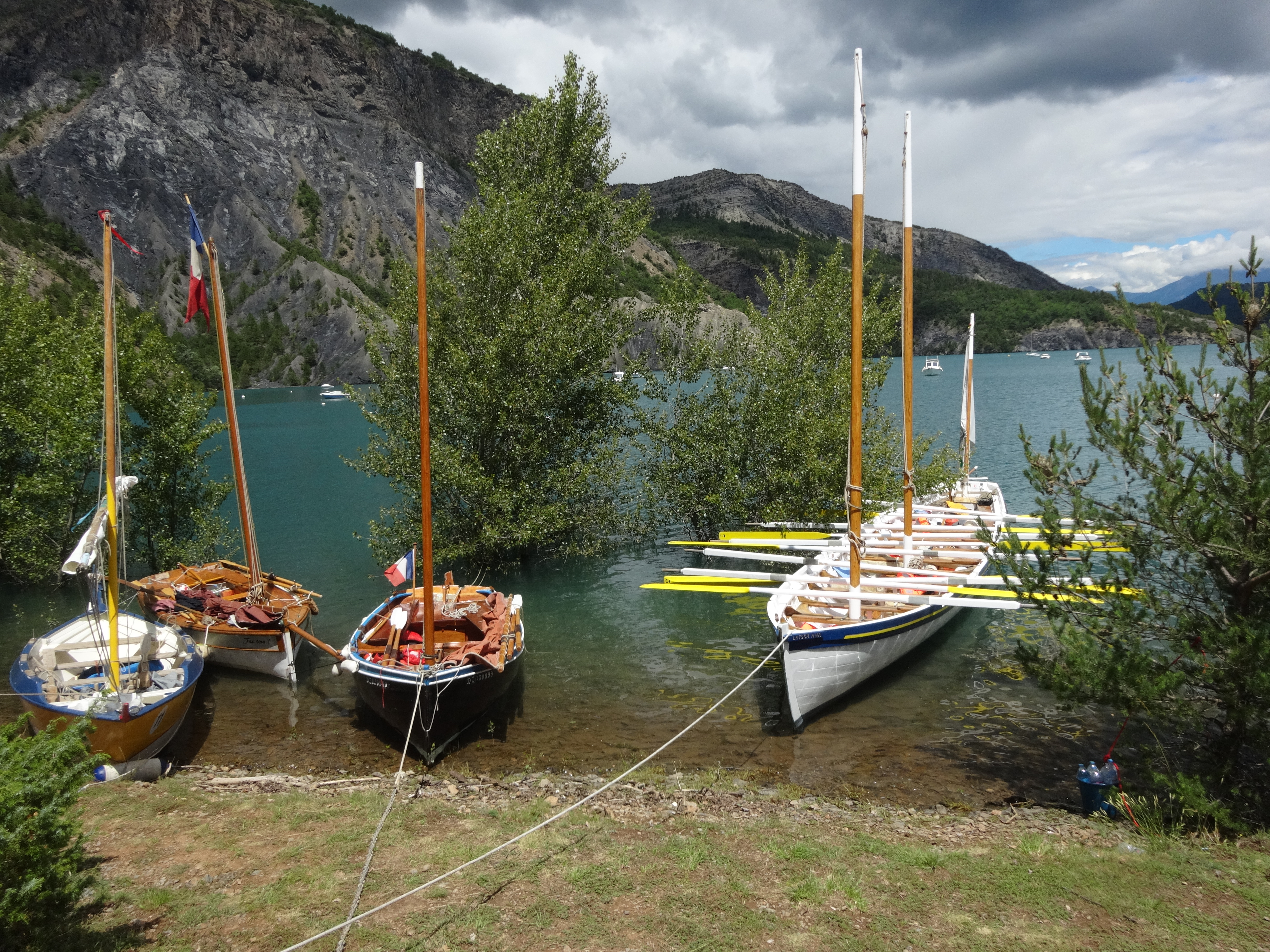
Edition 2017
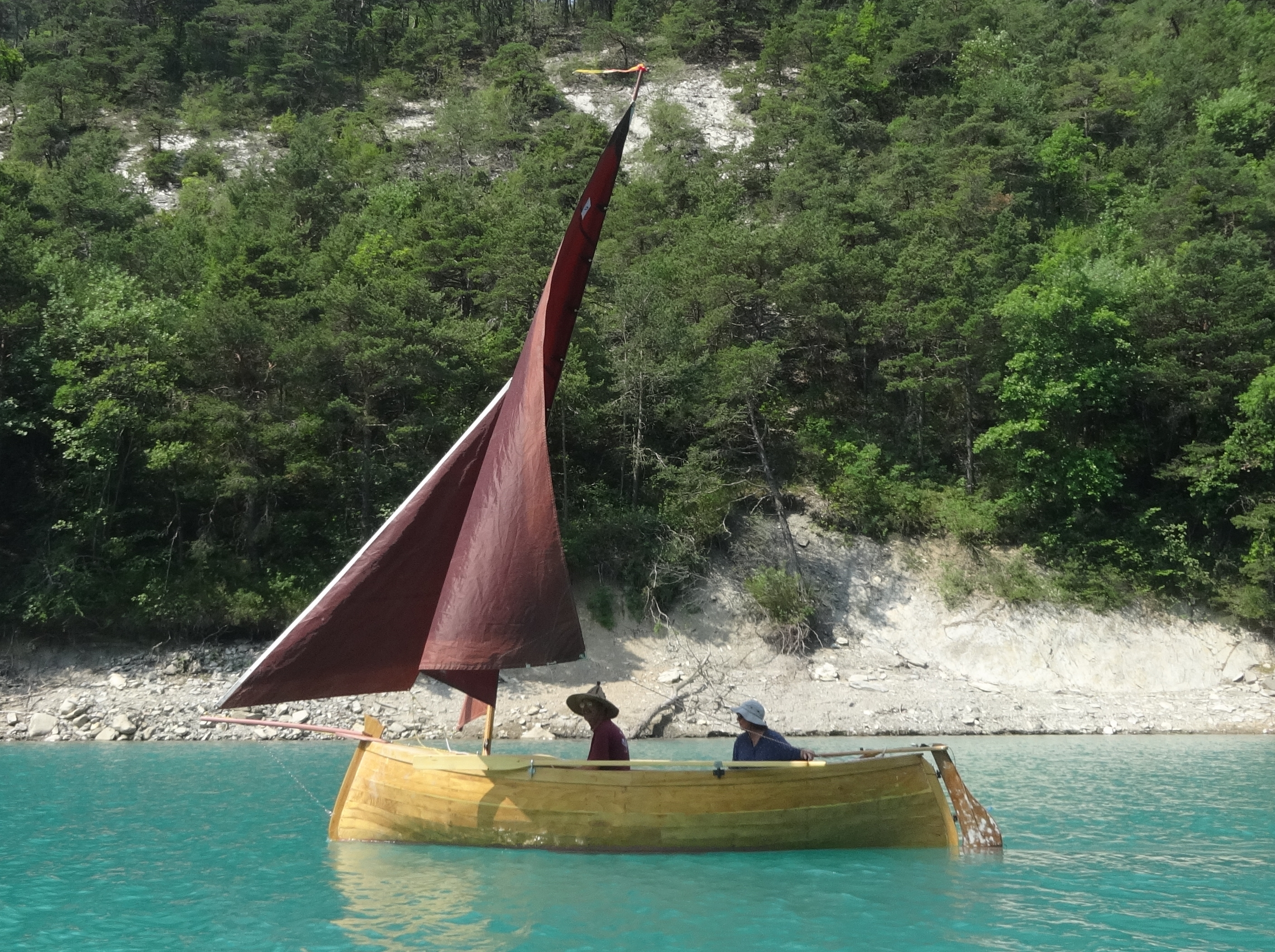
Edition 2019
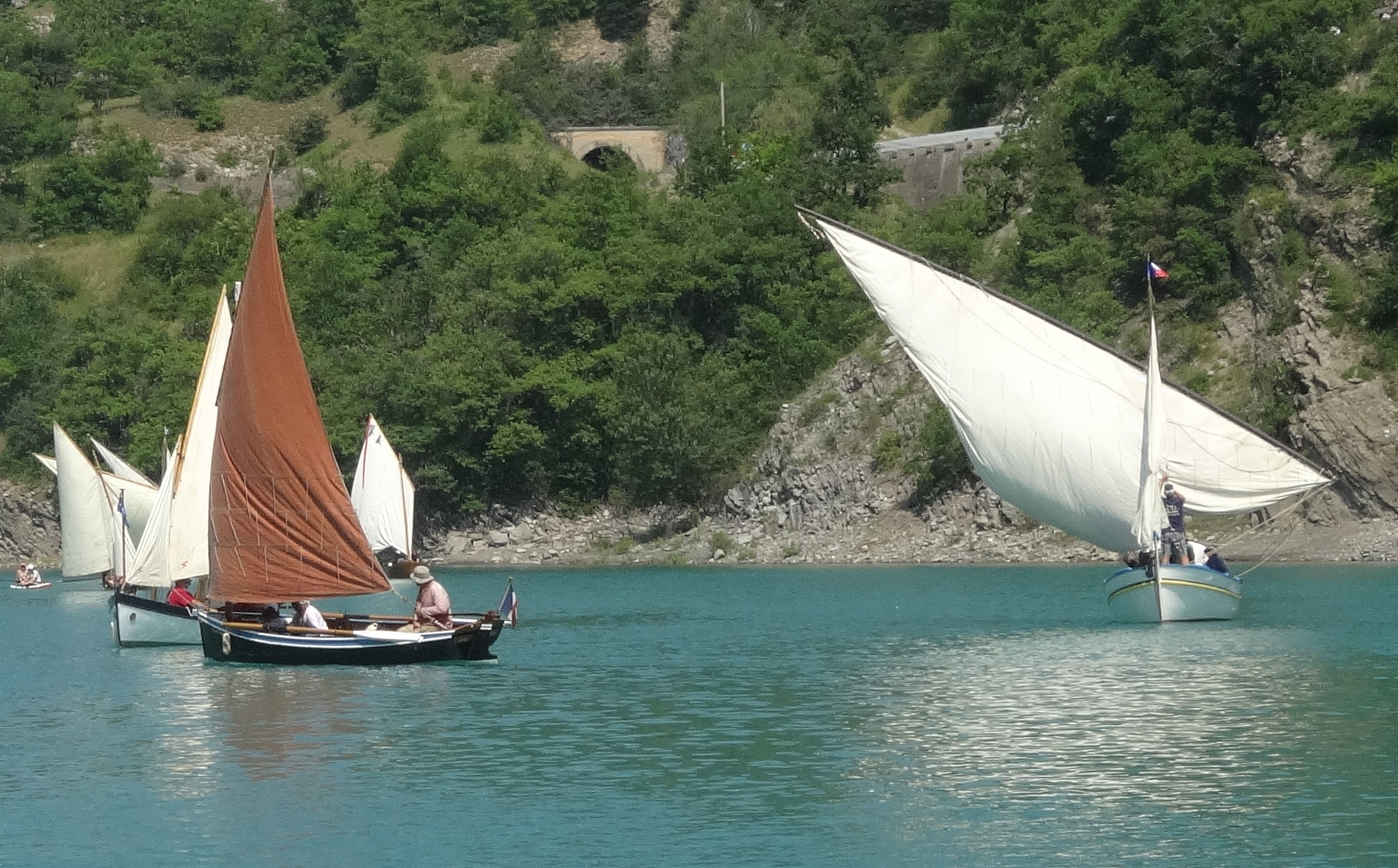
Edition 2019
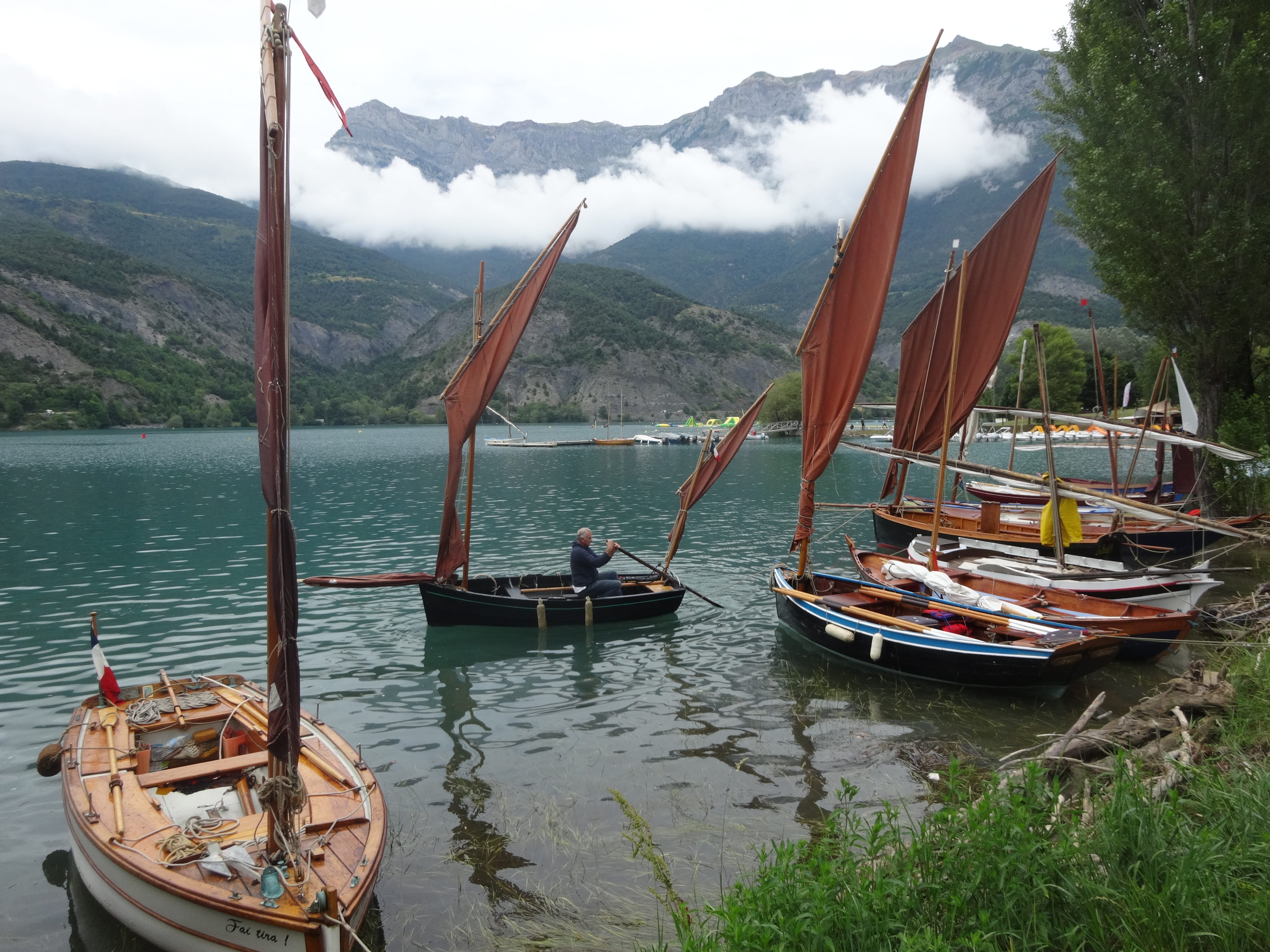
Edition 2021
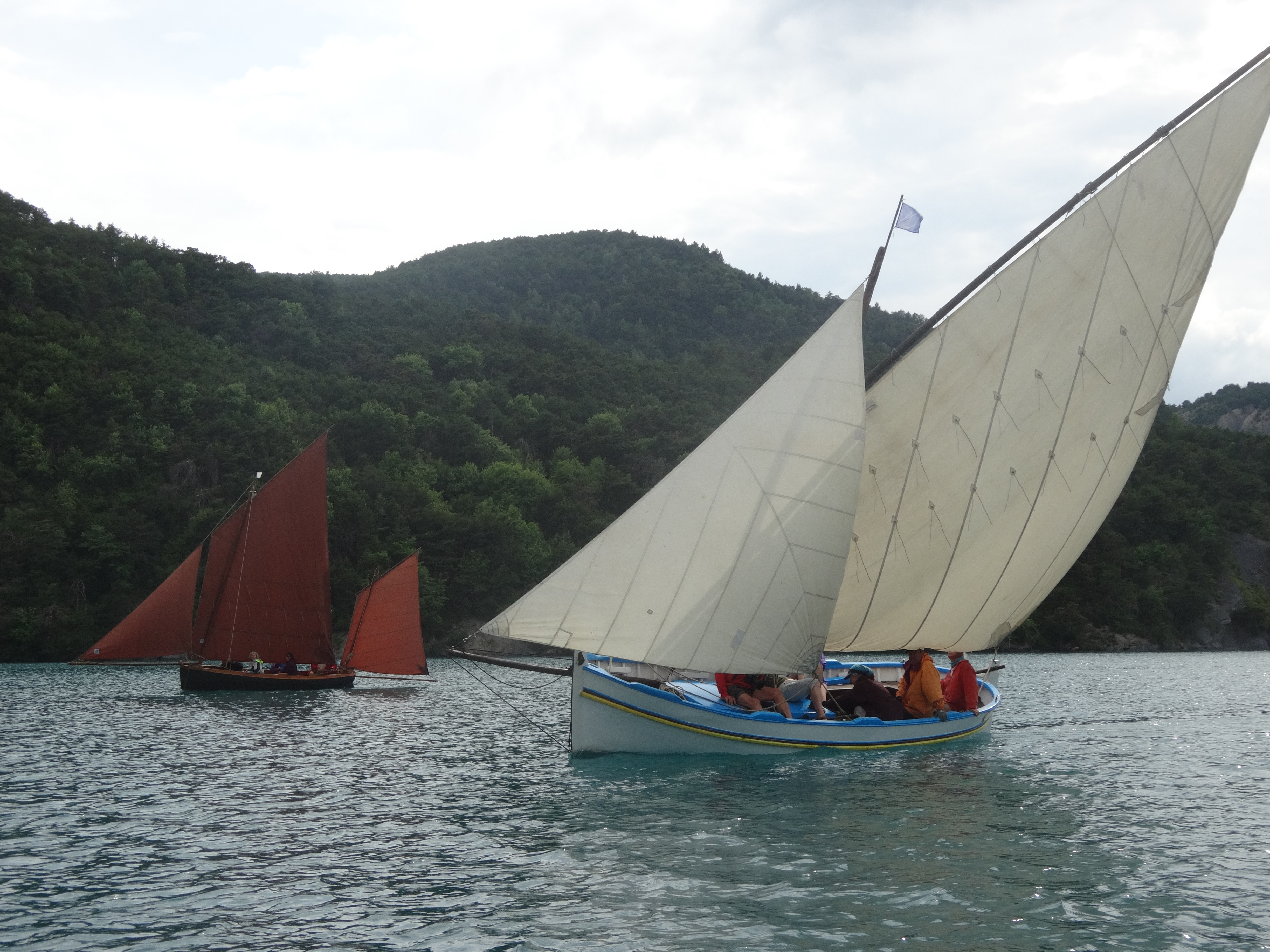
Edition 2021